# Contalmaison
Contalmaison is een gemeente in het Franse departement Somme (regio Hauts-de-France). De gemeente telt 98 inwoners (1999) en maakt deel uit van het arrondissement Péronne.

## Geografie
De oppervlakte van Contalmaison bedraagt 5,8 km², de bevolkingsdichtheid is 16,9 inwoners per km².
De onderstaande kaart toont de ligging van Contalmaison met de belangrijkste infrastructuur en aangrenzende gemeenten.

## Bezienswaardigheden
- In Contalmaison bevinden zich enkele Britse militaire begraafplaatsen uit de Eerste Wereldoorlog:
  - 2nd Canadian Cemetery Sunken Road
  - Contalmaison Chateau Cemetery
  - Sunken Road Cemetery (Contalmaison)

## Demografie
Onderstaande figuur toont het verloop van het inwonertal (bron: INSEE-tellingen).